# Enzio d'Antonio
Enzio d'Antonio (Lanciano, 16 maggio 1925 – Lanciano, 17 dicembre 2019) è stato un arcivescovo cattolico italiano.

## Biografia
Nasce il 16 maggio 1925 a Lanciano, dove riceve la sua formazione, nel seminario diocesano della città, per proseguire nel Pontificio seminario regionale "San Pio X" di Chieti.
Viene ordinato presbitero il 29 giugno 1949.
Il 18 marzo 1975 è nominato vescovo di Trivento e coadiutore di Boiano-Campobasso. Riceve la consacrazione episcopale l'11 maggio dello stesso anno dal cardinale Antonio Poma, coconsacranti gli arcivescovi Enrico Bartoletti e Leopoldo Teofili.
Fino al 1977 guida la diocesi di Trivento; dal 1977 al 1979 l'arcidiocesi di Boiano-Campobasso.
Arcivescovo titolare di Velebusdo dal 1979, si sta preparando alla missione "ad gentes", quando l'improvvisa morte di mons. Leopoldo Teofili gli fa accettare la nomina ad arcivescovo nella sua città natale.
Guida l'arcidiocesi di Lanciano e la diocesi di Ortona (dal 1986 unite nell'arcidiocesi di Lanciano-Ortona) dal 1982 al 2000. Inaugura il restauro di diverse chiese a Lanciano, la chiesa dello Spirito Santo e la chiesa della Madonna delle Grazie in località Marcianese. Scrive diversi libri sulla storia dell'arcidiocesi di Lanciano-Ortona, tra cui un opuscolo sulla incoronazione della Madonna del Ponte, avvenuta nel 1833; ripristina inoltre il rito sacro della processione della Squilla, istituito il 23 dicembre 1588 da mons. Paolo Tasso.
Muore il 17 dicembre 2019 a Lanciano all'età di 94 anni e, in seguito ai funerali, viene sepolto nel cimitero cittadino.

## Genealogia episcopale
La genealogia episcopale è:
- Cardinale Scipione Rebiba
- Cardinale Giulio Antonio Santori
- Cardinale Girolamo Bernerio, O.P.
- Arcivescovo Galeazzo Sanvitale
- Cardinale Ludovico Ludovisi
- Cardinale Luigi Caetani
- Cardinale Ulderico Carpegna
- Cardinale Paluzzo Paluzzi Altieri degli Albertoni
- Papa Benedetto XIII
- Papa Benedetto XIV
- Cardinale Enrico Enriquez
- Arcivescovo Manuel Quintano Bonifaz
- Cardinale Buenaventura Córdoba Espinosa de la Cerda
- Cardinale Giuseppe Maria Doria Pamphilj
- Papa Pio VIII
- Papa Pio IX
- Cardinale Gustav Adolf von Hohenlohe-Schillingsfürst
- Arcivescovo Salvatore Magnasco
- Cardinale Gaetano Alimonda
- Cardinale Agostino Richelmy
- Vescovo Giuseppe Castelli
- Vescovo Carlo Allorio
- Cardinale Antonio Poma
- Arcivescovo Enzio d'Antonio